# درمن (خنداب)
درمن، روستایی از توابع شهرستان خنداب، بخش قره چای در استان مرکزی ایران است. مردم در این روستا به زبان فارسی صحبت می‌کنند،این روستا دارای تاریخ کهنی است،و دارای جاذبه های گردشگری زیادی میباشد  درصورت بریده شدن گردنه درمن_دائین فاصله این روستا تا مرکز استان یعنی اراک از ۸۰ کیلومتر به ۲۵ کیلومتر کاهش می‌یابد.

## جمعیت
این روستا در بخش قره چا قرار دارد و براساس سرشماری مرکز آمار ایران در سال ۱۳۸۵، جمعیت آن ۱٬۲۳۸ نفر (۳۴۵خانوار) بوده‌است.